# جنیوا (پنسیلوانیا)
جنیوا (به انگلیسی: Geneva) یک منطقهٔ مسکونی در ایالات متحده آمریکا است که در پنسیلوانیا واقع شده‌است. جنیوا ۰٫۵۶ کیلومتر مربع مساحت و ۱۰۹ نفر جمعیت دارد و ۳۴۵٫۶۵ متر بالاتر از سطح دریا واقع شده‌است.